# Vidijenje
Vidijenje (cyr. Видијење) – wieś w Czarnogórze, w gminie Podgorica. W 2011 roku liczyła 65 mieszkańców.